# Imma mylias
Imma mylias är en fjärilsart som beskrevs av Edward Meyrick 1906. Imma mylias ingår i släktet Imma och familjen Immidae. Inga underarter finns listade i Catalogue of Life.